# دیک ادواردز (بازیکن فوتبال)
دیک ادواردز (انگلیسی: Dick Edwards؛ زادهٔ ۲۰ نوامبر ۱۹۴۲) بازیکن فوتبال اهل بریتانیا است.
از باشگاه‌هایی که در آن بازی کرده‌است می‌توان به باشگاه فوتبال منزفیلد تاون و باشگاه فوتبال استون ویلا اشاره کرد.